# 남자 축구 올림픽 기록 목록
다음은 1908년 남자 축구가 올림픽 공식 종목으로 채택된 이래 역대 올림픽 남자 축구 종목의 기록 목록이다.

## 메달순위
1972년 뮌헨 올림픽에서는 공동 동메달이 나왔다.
| 순위        | 나라                 | 금 | 은 | 동 | 합계 |
| ----------- | -------------------- | -- | -- | -- | ---- |
| 1           | 헝가리               | 3  | 1  | 1  | 5    |
| 2           | 영국                 | 3  | 0  | 0  | 3    |
| 3           | 브라질               | 2  | 3  | 2  | 7    |
| 4           | 아르헨티나           | 2  | 2  | 0  | 4    |
| 5           | 소련 (URS)           | 2  | 0  | 3  | 5    |
| 6           | 우루과이             | 2  | 0  | 0  | 2    |
| 7           | 유고슬라비아 (YUG)   | 1  | 3  | 1  | 5    |
| 8           | 스페인               | 1  | 3  | 0  | 4    |
| 9           | 폴란드               | 1  | 2  | 0  | 3    |
| 10          | 동독 (GDR)           | 1  | 1  | 1  | 3    |
| 10          | 나이지리아           | 1  | 1  | 1  | 3    |
| 12          | 체코슬로바키아 (TCH) | 1  | 1  | 0  | 2    |
| 12          | 프랑스               | 1  | 1  | 0  | 2    |
| 14          | 스웨덴               | 1  | 0  | 2  | 3    |
| 14          | 이탈리아             | 1  | 0  | 2  | 3    |
| 16          | 멕시코               | 1  | 0  | 1  | 2    |
| 16          | 벨기에               | 1  | 0  | 1  | 2    |
| 18          | 카메룬               | 1  | 0  | 0  | 1    |
| 18          | 캐나다               | 1  | 0  | 0  | 1    |
| 20          | 덴마크               | 0  | 3  | 1  | 4    |
| 21          | 미국                 | 0  | 1  | 1  | 2    |
| 21          | 불가리아             | 0  | 1  | 1  | 2    |
| 23          | 독일                 | 0  | 1  | 0  | 1    |
| 23          | 스위스               | 0  | 1  | 0  | 1    |
| 23          | 오스트리아           | 0  | 1  | 0  | 1    |
| 23          | 파라과이             | 0  | 1  | 0  | 1    |
| 27          | 네덜란드             | 0  | 0  | 3  | 3    |
| 28          | 서독 (FRG)           | 0  | 0  | 1  | 1    |
| 28          | 독일 연합 (EUA)      | 0  | 0  | 1  | 1    |
| 28          | 가나                 | 0  | 0  | 1  | 1    |
| 28          | 노르웨이             | 0  | 0  | 1  | 1    |
| 28          | 대한민국             | 0  | 0  | 1  | 1    |
| 28          | 일본                 | 0  | 0  | 1  | 1    |
| 28          | 칠레                 | 0  | 0  | 1  | 1    |
| 합계 (34개) | 합계 (34개)          | 27 | 27 | 28 | 82   |

## 최다 득점자
1908년 런던 올림픽에서 남자 축구 대회가 처음 열린 이래 역대 최다 득점자는 덴마크의 소푸스 닐센과 헝가리의 안탈 두나이가 13골 득점으로 공동기록을 지니고 있다. 소푸스 닐센은 1908년 런던 올림픽에서 11골, 1912년 스톡홀름 올림픽에서 2골을 넣었고, 두나이는 1968년 멕시코시티 올림픽에서 6골, 1972년 뮌헨 올림픽에서 7골을 넣었다.
단일 대회 최다 득점자는 헝가리의 페렌츠 베네로 1964년 도쿄 올림픽에서 12골을 기록했다. 단일 경기 최다 득점자는 10골을 기록한 소푸스 닐센과 고트프리트 푹스로, 소푸스 닐센은 1908년 프랑스와의 준결승전에서, 푹스는 1912년 러시아와의 1차 경기에서 기록하였다.
올림픽 역사상 가장 빠른 득점자는 브라질의 네이마르로, 2016년 8월 17일 온두라스와의 준결승 경기에서 경기 시작 14초 만에 골을 기록했다.
| 대회연도 | 선수                                                                                          | 득점 |
| -------- | --------------------------------------------------------------------------------------------- | ---- |
| 1900년   | [[파일:{{{국기그림-1794}}}\|22x20px\|border \|프랑스\|링크=프랑스]] 가스통 펠티에 존 니콜라스 | 2    |
| 1904년   | 알렉산더 홀 톰 테일러                                                                         | 3    |
| 1908년   | 소퍼스 닐슨                                                                                   | 11   |
| 1912년   | 고트프리트 푹스                                                                               | 10   |
| 1920년   | 헤르베르트 칼손                                                                               | 7    |
| 1924년   | 페드로 페트로네                                                                               | 7    |
| 1928년   | 도밍고 타라스코니                                                                             | 11   |
| 1936년   | [[파일:{{{국기그림-1861}}}\|22x20px\|border \|이탈리아\|링크=이탈리아]] 안니발레 프로시       | 7    |
| 1948년   | 존 한센 군나르 노르달                                                                         | 7    |
| 1952년   | 라지코 미티치 브란코 제베츠                                                                   | 7    |
| 1956년   | 네빌 드수자 토도르 베셀리노비치 디미타르 밀라노프                                             | 4    |
| 1960년   | 하랄 닐센                                                                                     | 8    |
| 1964년   | 페렌츠 베네                                                                                   | 12   |
| 1968년   | 가마모토 구니시게                                                                             | 7    |
| 1972년   | 카지미에시 데이나                                                                             | 9    |
| 1976년   | 안제이 샤르마흐                                                                               | 6    |
| 1980년   | 세르게이 안드레예프                                                                           | 5    |
| 1984년   | 보리슬라프 츠베트코비치 스테판 데베리치 다니엘 슈에레브                                       | 5    |
| 1988년   | 호마리우                                                                                      | 7    |
| 1992년   | 안제이 유스코비악                                                                             | 7    |
| 1996년   | 베베투 에르난 크레스포                                                                        | 6    |
| 2000년   | 이반 사모라노                                                                                 | 6    |
| 2004년   | 카를로스 테베스                                                                               | 8    |
| 2008년   | 주세페 로시                                                                                   | 4    |
| 2012년   | 레안드루 다미앙                                                                               | 6    |
| 2016년   | 세르주 그나브리 닐스 페테르젠                                                                 | 6    |
| 2020년   | 히샤를리송                                                                                    | 5    |

| 순위 | 이름                                                                                    | 팀           | 득점 |
| ---- | --------------------------------------------------------------------------------------- | ------------ | ---- |
| 1위  | 소퍼스 닐슨                                                                             | 덴마크       | 13골 |
| 1위  | 안탈 두나이                                                                             | 헝가리       | 13골 |
| 3위  | 페렌츠 베네                                                                             | 헝가리       | 12골 |
| 4위  | 도밍고 타라스코니                                                                       | 아르헨티나   | 11골 |
| 4위  | 페드로 페트로네                                                                         | 우루과이     | 11골 |
| 6위  | 고트프리트 푹스                                                                         | 독일         | 10골 |
| 6위  | 카지미에시 데이나                                                                       | 폴란드       | 10골 |
| 8위  | 해럴드 월든                                                                             | 대 브리튼 섬 | 9골  |
| 8위  | 빌헬름 볼프하겐                                                                         | 덴마크       | 9골  |
| 10위 | 얀 보스                                                                                 | 네덜란드     | 8골  |
| 10위 | 엑토르 스카로네                                                                         | 우루과이     | 8골  |
| 10위 | 카를로스 테베스                                                                         | 아르헨티나   | 8골  |
| 10위 | 베베투                                                                                  | 브라질       | 8골  |
| 10위 | 하랄 닐센                                                                               | 덴마크       | 8골  |
| 10위 | 무스타파 레이야드                                                                       | 이집트       | 8골  |
| 15위 | 존 한센                                                                                 | 덴마크       | 7골  |
| 15위 | 안톤 올슨                                                                               | 덴마크       | 7골  |
| 15위 | 군나르 노르달                                                                           | 스웨덴       | 7골  |
| 15위 | [[파일:{{{국기그림-1861}}}\|22x20px\|border \|이탈리아\|링크=이탈리아]] 안니발레 프로시 | 이탈리아     | 7골  |
| 15위 | 빌헬름 볼프하겐                                                                         | 덴마크       | 7골  |
| 15위 | 헤르베르트 칼손                                                                         | 스웨덴       | 7골  |
| 15위 | 브란코 제베츠                                                                           | 유고슬라비아 | 7골  |
| 15위 | 밀란 갈리치                                                                             | 유고슬라비아 | 7골  |
| 15위 | 가마모토 구니시게                                                                       | 일본         | 7골  |
| 15위 | 안제이 유스코비아크                                                                     | 폴란드       | 7골  |
| 15위 | 호마리우                                                                                | 브라질       | 7골  |
| 15위 | 네이마르                                                                                | 브라질       | 7골  |

## 국가대표팀 성적 기록
아래 기록들의 순서는 해당 기록을 먼저 달성한 국가대표팀부터 나열하였다.
최다 우승 기록
3회:  영국 ( 1900, 1908, 1912) /  헝가리 ( 1952, 1964, 1968 )
최다 2위권 기록
5회:  브라질 ( 1984, 1988, 2012, 2016, 2020 )
최다 3위권 기록
7회:  브라질 ( 1984, 1988, 1996, 2008, 2012, 2016, 2020 )
최다 4위권 기록
8회:  브라질 ( 1976, 1984, 1988, 1996, 2008, 2012, 2016, 2020 )
최다 본선 진출
15회:  이탈리아 ( 1912, 1920, 1924, 1928, 1936, 1948, 1952, 1960, 1984, 1988, 1992, 1996, 2000, 2004, 2008 )

### 최연속 기록
최연속 메달
4회:  유고슬라비아 (1948~1952~1956~1960) /  헝가리 (1960~1964~1968~1972) /  브라질 (2008–2012–2016–2020)
최연속 금메달
2회:  영국 (1908~12) /  우루과이 (1924~28) /  헝가리 (1964~68) /  아르헨티나(2004~08) /  브라질 (2016~20)
최연속 은메달
3회:  유고슬라비아 (1948~52~56)
최연속 동메달
3회:  네덜란드 (1908~12~20)
최연속 3위권 진출
3회:  소련 (1972~1980)
최연속 우승팀 소속 연맹
13승: UEFA (1936-1992)
최연속 승리
12승:  아르헨티나 (2004~2008), 대회당 6승

### 간격
대회 우승 최장 간격
32년:  소련 (1956년~1988년)
2위권 진입 최장 간격
72년:  스페인 (1920년~1992년)

### 개최국
개최국 최고 성적
우승:  영국 (1908) /  벨기에 (1920) /  스페인 (1992) /  브라질 (2016)

### 기타
미우승국 최다 2위권 진입
3회:  덴마크 (1908, 1912, 1960)
미우승국 최다 3위권 진입
4회:  덴마크 (1908, 1912, 1948, 1960)
미우승국 최다 4위권 진입
4회:  네덜란드 (1908, 1912, 1920, 1924) /  덴마크 (1908, 1912, 1948, 1960)

## 국가대표팀 경기 기록

### 역대 기록
최다 경기 출전
66회:  브라질
최다 승리
38승:  브라질
최다 패배
23패:  이탈리아
최다 무승부
13무:  대한민국
최다 득점
134점:  브라질
최다 실점
102점:  세르비아
최소 실점
1점:  에스토니아

## 개인 기록
최다 경기 출전 (결승전 경험 선수)
13회: 데조 노바크 ( 헝가리, 1960~1968) / 안탈 두나이 ( 헝가리, 1964~1972) / 라요스 슈츠치 ( 헝가리, 1968~1972) / 미클로시 판치치 헝가리, 1968~1972)

### 하계 올림픽과 FIFA 월드컵에서 모두 우승한 선수
| 플레이어               | 팀         | 올림픽 우승   | 월드컵 우승 |
| ---------------------- | ---------- | ------------- | ----------- |
| 호세 레안드로 안드라데 | 우루과이   | 1924년 1928년 | 1930년      |
| 페드로 세아            | 우루과이   | 1924년 1928년 | 1930년      |
| 호세 나사시            | 우루과이   | 1924년 1928년 | 1930년      |
| 페드로 페트로네        | 우루과이   | 1924년 1928년 | 1930년      |
| 헥토르 스카로네        | 우루과이   | 1924년 1928년 | 1930년      |
| 산토스 우르디나란      | 우루과이   | 1924년 1928년 | 1930년      |
| 페레그리노 안셀모      | 우루과이   | 1928년        | 1930년      |
| 엑토르 카스트로        | 우루과이   | 1928년        | 1930년      |
| 로렌소 페르난데스      | 우루과이   | 1928년        | 1930년      |
| 알바로 게스티도        | 우루과이   | 1928년        | 1930년      |
| 도밍고 테헤라          | 우루과이   | 1928년        | 1930년      |
| 알프레도 포니          | 이탈리아   | 1936년        | 1938년      |
| 세르지오 베르토니      | 이탈리아   | 1936년        | 1938년      |
| 우고 로카텔리          | 이탈리아   | 1936년        | 1938년      |
| 피에트로 라바          | 이탈리아   | 1936년        | 1938년      |
| 앙헬 디 마리아         | 아르헨티나 | 2008년        | 2022년      |
| 리오넬 메시            | 아르헨티나 | 2008년        | 2022년      |

## 골 득점

### 개인 기록
결승전 최다 득점
13점: 1908년~1912년 소퍼스 닐슨 ( 덴마크) / 1964년~1972년 안탈 두나이 ( 헝가리)
토너먼트전 최다 득점
12점: 1964년 페렌츠 베네 ( 헝가리)
한 경기 최다 득점
10점: 소퍼스 닐슨 ( 덴마크), 1908년 프랑스전 / 고트프리트 푹스 ( 독일), 1912년 러시아전
최초 득점자
닐스 미델보에 ( 덴마크), 1908년 10월 19일 프랑스전
최연소 득점자
16년 332일: 앙헬 우리베 ( 페루), 1960년 8월 26일 프랑스전
최고령 득점자
38년 243일: 라이언 긱스 ( 영국), 2012년 7월 29일 아랍에미리트전

### 국가대표팀 기록
한 경기 최다 득점, (특정팀)
17점: 1908년  덴마크 vs  프랑스
한 경기 최다 득점 (양팀)
18점: 1908년  덴마크 (17) vs  프랑스 (1)
최다득점 무승부
5-5: 1952년  소련 vs  유고슬라비아
토너먼트 최소 득점
0점: 2004년  아르헨티나

### 토너먼트
토너먼트전 최다 득점
135골: 1952년 헬싱키 올림픽, 1972년 뮌헨 올림픽
토너먼트전 최다 득점
48골: 1908년 런던 올림픽
한 경기 최다 평균 득점
경기당 8.00골: 1908년 런던 올림픽
한 경기 최소 평균 득점
경기당 2.34골: 2008년 베이징 올림픽

## 수상팀 감독
| 종목 | 금                                                                                    | 은                         | 동                                                                                        |
| ---- | ------------------------------------------------------------------------------------- | -------------------------- | ----------------------------------------------------------------------------------------- |
| 1904 | 루이스 블레이크 더프                                                                  | 조 라이든                  | 없음                                                                                      |
| 1908 | 앨프리드 데이비스                                                                     | 찰리 윌리엄스              | 에드가 채드윅                                                                             |
| 1912 | 애드리언 버치                                                                         | 찰리 윌리엄스              | 에드가 채드윅                                                                             |
| 1920 | 라울 도프렌 드 라 슈발레리                                                            | 프란시스코 브루            | 프레더릭 워버튼                                                                           |
| 1924 | 에르네스토 피골리                                                                     | 에드워드 덕워스            | 요제프 너지                                                                               |
| 1928 | 프리모 자노티                                                                         | 호세 라고 미얀             | [[파일:{{{국기그림-1861}}}\|22x20px\|border \|이탈리아\|링크=이탈리아]] 아우구스토 랑고네 |
| 1936 | [[파일:{{{국기그림-1861}}}\|22x20px\|border \|이탈리아\|링크=이탈리아]] 비토리오 포초 | 지미 호건                  | 아스비외른 할보르센                                                                       |
| 1948 | 조지 레이너                                                                           | 밀로라드 아르세니예비치    | 레그 마운트퍼드                                                                           |
| 1952 | 구스타브 셰베시                                                                       | 밀로라드 아르세니예비치    | 조지 레이너                                                                               |
| 1956 | 가브릴 카찰린                                                                         | 밀로반 치리치              | 스토얀 오르만지예프 크룸 밀레프                                                           |
| 1960 | 알렉산다르 티르나니치                                                                 | 아르네 쇠렌센              | 벨러 볼렌티크                                                                             |
| 1964 | 카로이 러커트                                                                         | 루돌프 비틀라칠            | 카로이 쇼시                                                                               |
| 1968 | 카로이 러커트                                                                         | 게오르기 베르코프          | 나가누마 켄                                                                               |
| 1972 | 카지미에시 구르스키                                                                   | 루돌프 일로브스키          | 게오르크 부슈너                                                                           |
| 1976 | 게오르크 부슈너                                                                       | 카지미에시 구르스키        | 발레리 로바노우스키                                                                       |
| 1980 | 프란티셰크 하브라네크                                                                 | 루돌프 크라우제            | 콘스탄틴 베스코프                                                                         |
| 1984 | 앙리 미셸                                                                             | 자이르 피세르니            | 이반 토플라크                                                                             |
| 1988 | 아나톨리 비쇼베츠                                                                     | 카를루스 아우베르투 시우바 | 한스 뢰허                                                                                 |
| 1992 | 비센테 미에라                                                                         | 야누시 부이치크            | 샘 아데이                                                                                 |
| 1996 | 조 본프레레                                                                           | 다니엘 파사렐라            | 마리우 자갈루                                                                             |
| 2000 | 장폴 아코노                                                                           | 이냐키 사에스              | 넬손 아코스타                                                                             |
| 2004 | 마르셀로 비엘사                                                                       | 카를루스 자라              | 클라우디오 젠틸레                                                                         |
| 2008 | 세르히오 바티스타                                                                     | 샘슨 시아시아              | 둥가                                                                                      |
| 2012 | 루이스 페르난도 테나                                                                  | 마누 메네지스              | 홍명보                                                                                    |
| 2016 | 호제리우 미칼리                                                                       | 호르스트 흐루베슈          | 샘슨 시아시아                                                                             |
| 2020 | 안드레 자르지니                                                                       | 루이스 데 라 푸엔테        | 하이메 로사노                                                                             |

### 하계 올림픽과 FIFA 월드컵에서 모두 우승한 감독
| 감독          | 대표팀   | 올림픽 우승 | 월드컵 우승    |
| ------------- | -------- | ----------- | -------------- |
| 비토리오 포조 | 이탈리아 | 1936년      | 1934년, 1938년 |

## 규칙 기록
최다 퇴장 (통산, 팀)
6회:  이탈리아 /  모로코 /  스페인
최다 경고 (통상, 팀)
91회:  이탈리아

## 관객 기록
경기당 최다 평균 관객
47,660명: 2012년 런던 올림픽
경기당 최저 평균 관객
3,333명: 1908년 런던 올림픽

## 참고자료
1. ↑  “Video: Watch Neymar net the fastest goal in Olympic history to take host nation Brazil into football final”. 2016년 8월 18일. 2016년 8월 31일에 원본 문서에서 보존된 문서. 2016년 8월 19일에 확인함.

## 같이 보기
- 올림픽 남자 축구 해트트릭 목록
- 여자 축구 올림픽 기록 목록